# Koranisz Laokratisz
Koranisz Laokratisz (görögül Λαοκράτης Κοράνης, Livatodopi, 1948. június 10.) magyarországi görög idegenforgalmi szakember, szociológus, közéleti személyiség. 2007 és 2014 között az Magyarországi Görögök Országos Önkormányzata elnöke, 2014 és 2018 között az Országgyűlés első görög szószólója. 2022-ben újra megválasztották a parlament görög nemzetiségi szószólójának.

## Életpályája
A Kasztoria megyei Livatodopiban született, majd a görög polgárháború miatt még kisgyerekként, 1949-ben került Magyarországra, ahol gyermekotthonokban nevelkedett, csak 1956-ban tudott újra édesanyjához és nevelőapjához visszakerülni. Általános iskolai tanulmányait előbb a budapesti görög kéttannyelvű általános iskolában kezdte, majd a Százados úti tizenkét évfolyamos iskolában fejezte be. Középiskolai tanulmányait a Bem József Szakközépiskolában folytatta, ahol az 1967-ben letett érettségi mellett géplakatos képesítést is szerzett. Még ugyanebben az évben felvették a Bánki Donát Gépipari Műszaki Főiskolára, ahol 1970-ben szerzett gépgyártás-technológiai üzemmérnöki diplomát. 1971-ben Bulgáriába került, ahol a Kliment Ohridszki Tudományegyetem filozófia szakát kezdte el, itt 1977-ben szerzett filozófiai és szociológiai diplomát. Ezt követően visszatért Magyarországra és az ELKISZ Híradástechnikai Szövetkezet technológiai osztályára került, ahol később szerkesztési osztályvezetővé nevezték ki. 1984-ben szellemi szabadfoglalkozású lett, szociológiai felmérésekben vett részt, valamint az idegenforgalomban vállalt megbízásokat. 1989-ben utazási irodát nyitott, majd 1993-ban idegenforgalmi ügyintézői képesítést is szerzett.
A közéletban az 1990-es évek közepétől vesz részt: 1995-ben a Magyar Ellenállók és Antifasiszták Szövetsége (MEASZ) görög tagozatának elnöke lett. 2003-ban a Fővárosi Görög Önkormányzat, 2007-től a Magyarországi Görögök Országos Önkormányzata elnökévé választották, utóbbi tisztségében egyszer megerősítették. Elnöksége idején jött létre a Görög Kultúra Háza, valamint indult el az Ellenismos című görög nyelvű online folyóirat. A 2014-es országgyűlési választáson a görög nemzetiségi lista vezetője volt. Mivel a lista nem szerzett kedvezményes mandátumot, Koranisz lett az Országgyűlés első görög nemzetiségi szószólója. Emiatt lemondott minden nemzetiségi önkormányzati pozíciójáról. A 2018-as országgyűlési választáson nem indult újra. 2022-ben újra megválasztották az Országgyűlés görög nemzetiségi szószólójának.